# Cucina gabonese

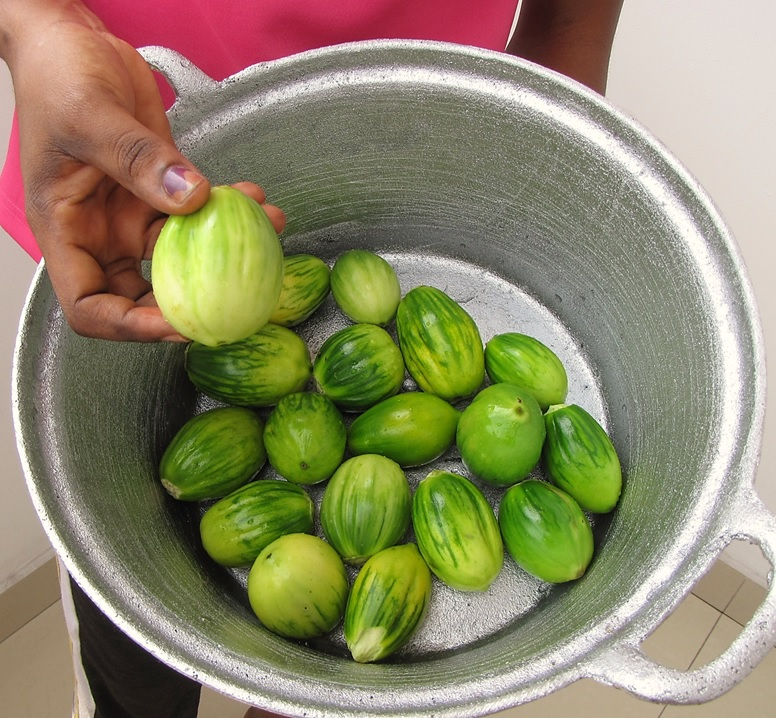
Melanzane africane

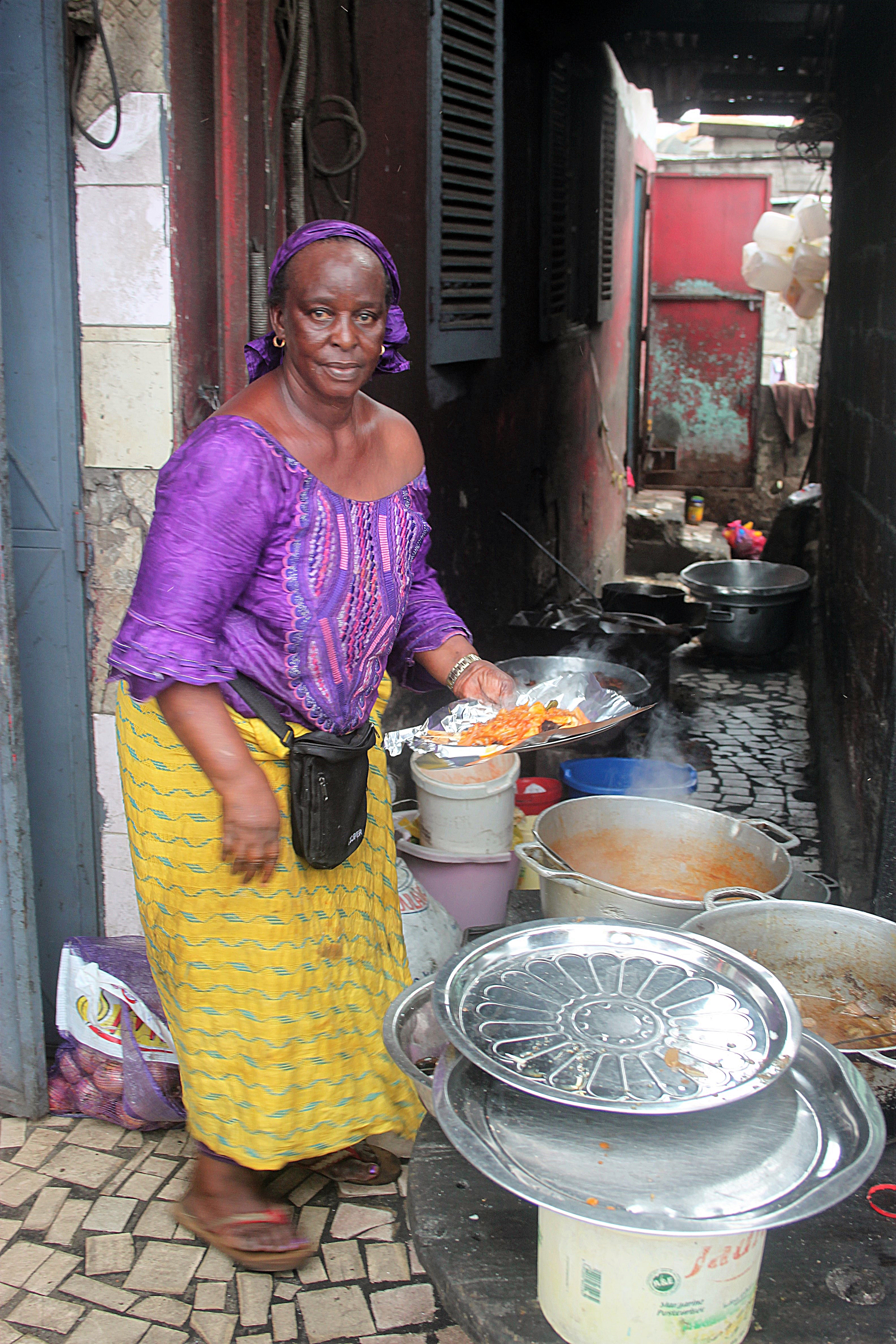
Donna che cucina in un ristorante all'aperto a Libreville

La cucina gabonese comprende le abitudini culinarie del Gabon.
La dieta gabonese si basa sul consumo di manioca (cassava), selvaggina e pesce. Vi è anche disponibilità di frutta e verdura, come pomodori, melanzane, zucchero di canna, arachidi, platani, ananas, papaya, banane, mango, avocado e cocco.
La colazione gabonese varia a seconda della zona. Nelle città sono diffusi pane, croissant, burro, marmellata, yogurt o caffè, mentre nelle aree rurali si consumano gli avanzi del giorno prima. Dai venditori ambulanti si possono acquistare i beignet, delle ciambelle fritte. Tra l'una e le 3 si tiene il pranzo, che è il pasto più importante della giornata. Nei villaggi la cena consiste in un pasto molto semplice, mentre nelle città si può assistere a un pranzo serale molto variegato.
In città alcune famiglie sono solite mangiare con le posate in stile occidentale, mentre nei villaggi si mangia con la mano destra da una ciotola comune. Tradizionalmente i membri maschi della famiglia mangiano nel salon, mentre donne e bambini nella cuisine. Tuttavia, le famiglie piccole mangiano in promiscuità. In tal caso, adulti e bambini mangiano da due ciotole separate. In generale, il capofamiglia e gli ospiti hanno una ciotola a sé stante.
Nei centri urbani come Libreville e Port-Gentil vi sono ristoranti che offrono svariati tipi di cucina, come quella cinese e francese. Le boulangerie producono croissant e pasticcini, mentre nei supermercati sono ampiamente disponibili prodotti di importazione transalpina come vini, formaggi, carne e verdure. Altri beni di importazione provengono da Camerun, Sudafrica e Guinea Equatoriale.
Nel paese sono diffuse le maquis, ristoranti tipicamente senegalesi o camerunensi che servono porzioni abbondanti a poco prezzo. Ogni piatto viene accompagnato dal piment, una salsa piccante a base di peperoncini e erbe aromatiche. Vi sono poi altri tipi di salse, come quella alle arachidi, la nyembwe (a base di polpa di noci di palma) e la odika (o chocolat), fatta con semi fermentati e pestati.
Tra le carni più diffuse troviamo il pangolino, la gazzella e il pollo, che viene allevato in alcune case nelle aree rurali. Vi è anche una buona varietà di pesce, in particolare gamberi e granchi. Il consumo di selvaggina come serpenti, scimmie, porcospini e antilopi è fortemente diminuito per via dell'ebola.
Dalle palme e dalla canna da zucchero vengono prodotti diversi vini. Durante i funerali o durante le cerimonie di iniziazione e di guarigione è comune usare del vino di palma assieme a una radice allucinogena chiamata eboga, la quale aiuta i partecipanti a "mettersi in contatto con gli antenati". Sia uomini che donne danzano e cantano a suon di tamburi, offrendo cibo e vino agli antenati. Tra le altre bevande disponibili vi sono Coca-Cola, Sprite e Fanta. La birra nazionale del paese è la Régab.